# قصر بريرا
قصر بريرا (بالإنجليزية: Palazzo Brera)‏ أو بالازو دي بريرا (بالإيطالية: Palazzo di Brera)‏، هُو قصر تاريخي في مدينة ميلانو في لومبارديا شمالي إيطاليا. كان القصر عبارة عن كلية يسوعية لمُدة مائتي عام، وهُو الآن يضُم العديد من المُؤسسات الثقافية على غرار أكاديمية بريرا والأكاديمية الفنية للمدينة ومعرضها ومتحف بيناكوتيكا دي بريرا، هذا بالإضافة إلى حديقة بريرا النباتية [الإنجليزية] ومرصد بريرا الفلكي وأكاديمية المعهد اللومباردي للعلوم والآداب [الإنجليزية] ومكتبة بريرا [الإنجليزية].

## تاريخ

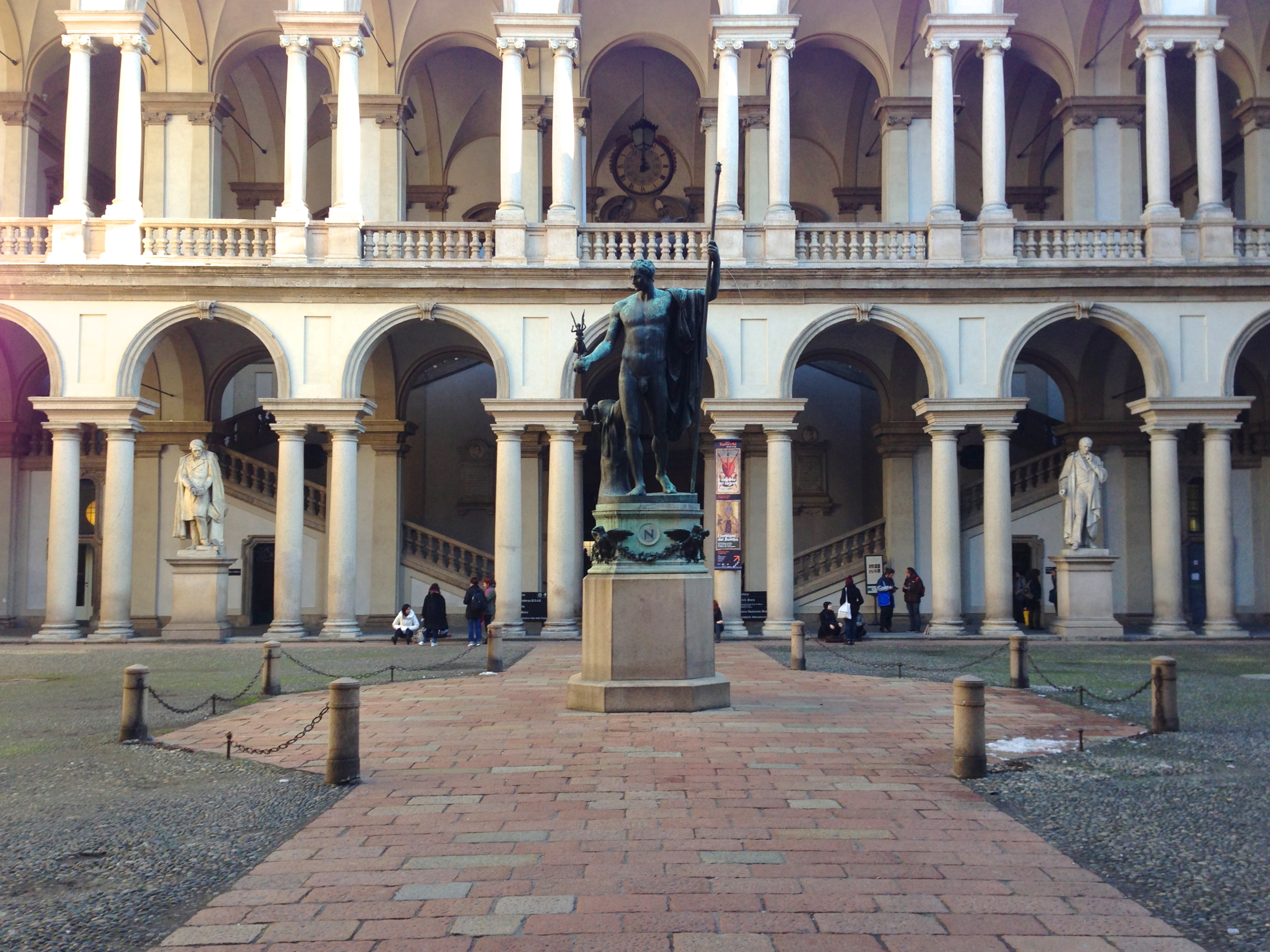
فناء القصر حيث يتوسطه نسخة برونزية من تمثال نابوليون في دور المريخ صانع السلام أنطونيو كانوفا

ترجع أصول القصر إلى دير بُني على أرض مملوكة للقنصل غويرسيو دا باجيو، والذي اشتغل كقُنصل خلال الفترة ما بين عامي 1150 و1188. قبل عام 1178 بقليل، انتقلت ملكية الدير إلى الهوميلياتي [الإنجليزية]. بُنيت في المكان كنيسة سانتا ماريا في بريرا (والتي هُدمت في القرن التاسع عشر) بين عامي 1180 و1229. خلال الفترة من 1346 و1348، أُضيفت للكنيسة بوابة رخامية قوطية على يد النحات البيزاني جيوفاني دي بالدوتشيو [الإنجليزية]، كما أُضيفت أيضا لوحات جدارية لكُل من جيوفاني دا ميلانو [الإنجليزية] وفينشينزو فوبا [الإنجليزية] وبرناردينو لويني [الإنجليزية].
بعد إزالة منظمة الهويلياتي على يد بيوس الخامس في 7 فبراير 1571، أصبح الدير، بناءً على طلب تشارلز بوروميو [الإنجليزية] وبمُوافقة غريغوريوس الثالث عشر، كُلية يسوعية. بلغ عدد طُلاب الكلية حوالي 3000 طالب، ما فرض وجوب توسيع مبنى الكلية. خلال الفترة بين عامي 1573 و1590، كُلف مارتينو باسي [الإنجليزية] بمهمة تصميم مبنى جديد على غرار كوليجيو بوروميو [الإنجليزية]في بافيا. القصر الحالي هُو من تصميم فرانشيسكو ماريا ريشيني [الإنجليزية] من حوالي سنة 1615. بدأت أشغال بناء القصر سنة 1627، لكنها توقفت بسبب تفشي وباء الطاعون سنة 1630، ثُم استأنفت بعد ذلك سنة 1651. بعد وفاة ريتشيني سنة 1658، أخذ ابنه جيان دومينيكو مكانه في إكمال أشغال البناء.
بعد قمع كليمنت الرابع عشر للرهبان اليسوعيين في 21 يوليو 1773، انتقلت ملكية القصر إلى ملوك سلالة هابسبورغ النمساوية حُكام شمال إيطاليا آنذاك. في 1780، أكمل جيوسيبي بيرماريني [الإنجليزية] بناء الفناء الداخلي ومدخل القصر من جهة طريق بريرا.
في 1806، فُككت [الإنجليزية] كنيسة سانتا ماريا في بريرا. بعد القمع النابليوني للأديرة في أوائل القرن التاسع عشر، هُدمت واجهة المبنى وقُسم صحن الكنيسة أفقيًا. أصبح الطابق العلوي يضُم غُرفا نابليونية كجُزء من معرض الفنون في الأكاديمية، بينما الطابق السفلي يحتوي منحوتات متحف الآثار.
في 1859، وُضعت نُسخة برونزية من تمثال نابوليون في دور المريخ صانع السلام [الإنجليزية] للنحات أنطونيو كانوفا، صُورت في روما سنة 1811 على يد فرانشيسكو ريجيتي وابنه لويجي،  وُضعت وسط فناء القصر.

## مؤسسات القصر
مُنذ سنة 1773 والقصر موطن لعدد من المُؤسسات الثقافية والعلمية والفنية. قبل تسع سنوات، أي سنة 1764، أسس اليسوعي روجر بوسكوفيتش مرصد بريرا الفلكي. في 1773، أسست ماريا تيريزا أرشيدوقة النمسا وملكة المجر وبوهيميا مكتبة بريرا [الإنجليزية]، كما أشرفت سنة 1774 على أعمال توسعة حديقة الأعشاب الموجودة في حديقة بريرا النباتية [الإنجليزية]، بالإضافة إلى تأسيسها الأكاديمية الملكية للفنون الجميلة سنة 1776. كان القصر يضُم أيضا المدرسة البلاتينية للفلسفة والقانون [الإنجليزية]، ومدرسة داخلية، ومختبرات للفيزياء والكيمياء، ومُؤسسات أخرى.
في 1806، انطلق المعرض الفني الذي يُنظم داخل القصر، والمعروف حاليا باسم متحف بيناكوتيكا دي بريرا، وذلك إبان العصر النابليوني. في سنة 1810، نُقلت جمعية المعهد الملكي للعلوم والآداب والفنون التي أسسها نابليون في بولونيا سنة 1797 إلى قصر بريرا تحت اسم  المعهد الوطني للجمهورية السيسالبينية، والمعهد الآن يحمل اسم أكاديمية المعهد اللومباردي للعلوم والآداب [الإنجليزية].